# Grantsburg (Wisconsin)
Grantsburg – miasto w Stanach Zjednoczonych, w stanie Wisconsin, w hrabstwie Burnett.